# Sangalopsis pyrgion
Sangalopsis pyrgion är en fjärilsart som beskrevs av Druce 1899. Sangalopsis pyrgion ingår i släktet Sangalopsis och familjen mätare. Inga underarter finns listade.